# Radicondoli
Radicondoli és un comune (municipi) de la província de Siena, a la regió italiana de la Toscana, situat uns 60 km al sud-oest de Florència i uns 25 km al sud-oest de Siena. L'1 de gener de 2018 tenia 935 habitants.

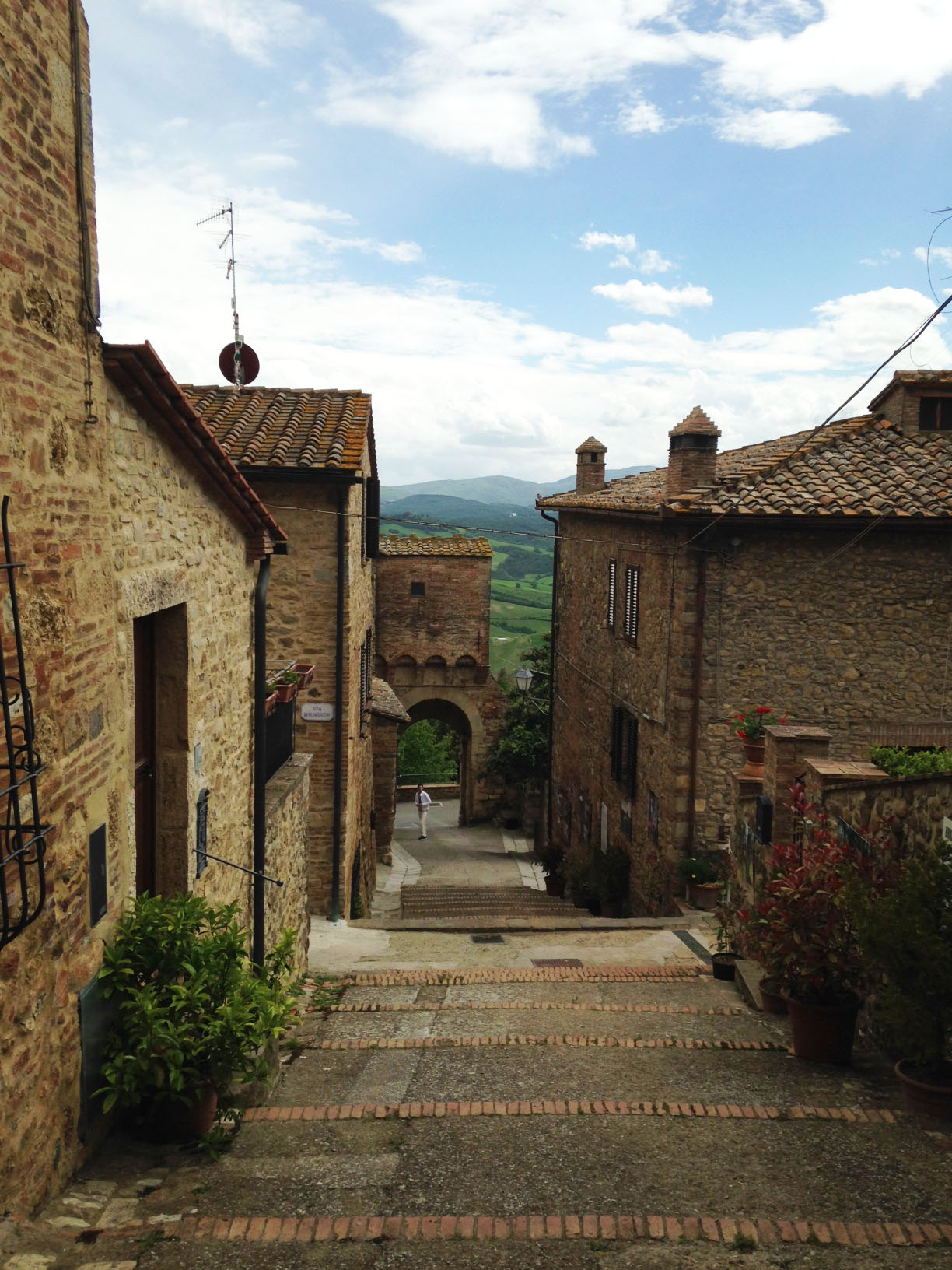
Carrer de Radicondoli

## Evolució demogràfica
| Gràfica d'evolució demogràfica de Radicondoli entre 1861 i |
|                                                            |
| Font: ISTAT - Elaboració gràfica de Viquipèdia             |

## Llocs d'interès
Entre les esglésies de Radicondoli hi ha la Collegiata dei Santi Simone e Giuda, amb obres de Pietro di Domenico i Alessandro Casolani.